# Stein (Film)
Stein ist ein deutsches Filmdrama der DEFA von Egon Günther aus dem Jahr 1991.

## Handlung
Im Jahr 1968 verließ der Theaterschauspieler Ernst Stein während einer Probe zu William Shakespeares König Lear aus Protest gegen den Einmarsch der Deutschen in die ČSSR die Bühne und zog sich in seine Villa in Wilhelmsruh zurück, wo er seit 20 Jahren abgeschieden zwischen Wahn und Wirklichkeit lebt. Sein Haus ist Rückzugsort für Jugendliche und Kinder aus der Nachbarschaft geworden, die sich um ihn kümmern und so verhindern, dass der alte Mann in ein Altenheim oder eine Psychiatrie eingewiesen wird. Stein lässt sie gewähren, führt stundenlange Telefonate mit einer nicht existierenden Freundin in Italien und hat seit 1968 keine Briefe mehr geöffnet. Mit der Zeit wächst ihm besonders die 20-jährige Sara ans Herz, die sich immer wieder beschützend vor Ernst Stein stellt. Sie ist es auch, die den aufgewühlten Ernst beruhigt, nachdem er zwei desertierten Rotarmisten Einlass in sein Haus verwehrt hatte.
Der Spätsommer 1989 beginnt und damit langsam der Umbruch im Land. Sara beteiligt sich an Protestaktionen in Berlin-Mitte und lässt Ernst Stein damit immer wieder im Ungewissen in seiner Villa zurück. Beide schließen einen Pakt: Sollten sie einander zehn Stunden lang nicht gesehen haben, beginnen sie nach dem anderen zu suchen. Das Verständnis für Zeit ist Stein jedoch abhandengekommen, die Veränderungen versteht er nicht, da er nach 20 Jahren sogar vergessen hat, dass Berlin durch eine Mauer geteilt ist. Er versucht mithilfe des Nachbarmädchens Laura seine Memoiren zu schreiben, kann jedoch keinen sinnvollen Satz zu Papier bringen.
Sara kommt unregelmäßig vorbei, ist meist auf der Flucht vor der Volkspolizei, erkundigt sich nur kurz nach Ernsts Zustand und geht wieder. Es kümmern sich andere, darunter die Mädchen Laura, Josi und Änne und die Jugendlichen Maik, Sven und Adrian um ihn. Sie besuchen ihn auch im Krankenhaus, als er auf einer Fahrt zu einer Bekannten – in seiner Vorstellung eine Reise nach Italien – zusammenbricht. Bald ist Stein wieder in seiner Villa und die Jugendlichen schippen ihm die Kohlen für den Winter in den Keller. Sara hingegen wechselt ihre Freunde regelmäßig und spielt mit ihren Gefühlen für Ernst, den sie zu lieben glaubt.  Als es zu einem eifersüchtigen Streit zwischen Sara und Laura kommt, hinterlässt Sara Ernst ihre Berliner Adresse und geht. Ernst will in die Innenstadt und sie suchen, wird jedoch von Adrian auf der Straße gefunden und zurück zur Villa gebracht. Stein erleidet einen Zusammenbruch und wird von Laura und den anderen versorgt. Sven und Maik entdecken zudem zwei Kanister Benzin auf dem Dachboden, die sie vorsorglich mit Wasser füllen. Der zweite Versuch Ernst Steins, in die Innenstadt zu kommen, gelingt. Er versucht jedoch vergeblich Sara zu finden und wird schließlich in einer Polizeidienststelle an die Wand gestellt. Er sieht, wie junge Demonstranten von der Polizei schikaniert und mit dem Tod bedroht werden.
Später ist er zurück in seiner Villa. Er versucht sich mit dem Benzin zu übergießen und sich anzuzünden, doch enthalten die Kanister nur noch Wasser. Die Jugendlichen bringen ihn zurück, aber Ernst Stein sehnt sich weiter nach dem Tod. Er erfährt vom Mädchen Josi, dass die Mauer gefallen ist, und erleidet wenig später einen Anfall. Sara ruft an und wirft ihm vor, dass er nicht nach ihr gesucht habe. Hätte er es getan, wäre sie für immer zu ihm gekommen. Er kann nicht antworten. Am Abend vermischen sich Vorstellungen von Rom mit seinem aktuellen Leben. Am nächsten Morgen ist Ernst Stein an Herzversagen verstorben, wie Laura den anderen Jugendlichen verkündet. Ernst Stein tritt derweil seine Reise ins Jenseits an – in Rom, mit den beiden zurückgewiesenen Rotarmisten als verkörpertem schlechtem Gewissen an seiner Seite.

## Produktion
Stein wurde vom 28. August bis zum 1. November 1990 in Potsdam, Berlin und Rom gedreht. Der Film erlebte am 19. September 1991 auf der Berliner Filmbühne am Steinplatz seine Premiere. Es war der erste Film Egon Günthers bei der DEFA nach Ursula aus dem Jahr 1978. Bereits 1986 hatte Günther das Drehbuch realisieren wollen, was von der DEFA damals abgelehnt wurde. Nach der Wende wurde das Drehbuch um aktuelle Bezüge ergänzt: „Das Drehbuch wurde umgeschrieben, paßgerechter gemacht manches brauchte nicht mehr verschwiegen zu werden“, so Rolf Ludwig während der Dreharbeiten.
Im Film zu hören sind:
- Johannes Brahms: Alt-Rhapsodie; gesungen von Annelies Burmeister
- Henry Purcell: King Arthur; gesungen von Rosemary Hardy, Maurice Bevan und Paul Elliott
- Karl-Ernst Sasse: Serenade für Karla

## Kritik
Die Kritik sah in Stein Egon Günthers „vielleicht persönlichste[n] Film, in dem er auf poetisch erregende Weise mit der deutschen Vergangenheit abrechnet.“ Zwar ist der Film – eingeschobene Szenen mit Szenen des Mauerabrisses und Parademärschen wurden teilweise als aufgesetzt kritisiert – ein Wende-Film, könne jedoch auch zeitlos „einfach ein Film über das Altern eines Mannes sein.“ Frank-Burkhard Habel lobte vor allem die Darstellung Rolf Ludwigs, der den Film trage: Er „hält den Stein zwischen Ironie und Altersweisheit, hintergründiger Dalberei und tiefer Verzweiflung. In ihm bündeln sich Ängste und Sehnsüchte einer Epoche“.
Für das Lexikon des internationalen Films war Stein ein „zähes Stück Vergangenheitsbewältigung, geprägt von Schmerz und Wut, mitunter larmoyant und aufdringlich. Allenfalls als Dokument einer aufgewühlten Gefühlslage interessant, künstlerisch jedoch nicht angemessen verarbeitet.“
Bärbel Dalichow (* 1953) schrieb, dass Egon Günther mit Stein „ein Sinnbild für die raren Refugien der Selbstbewahrung in einer Gesellschaft der kontrollierten Gemeinschaften“ geschaffen habe. „Er erzählt die wahre Mär der defensiven und brüchigen Nischen, in denen Menschen behutsamer miteinander umgingen, gerade weil die Umgebung Individualisten nicht freundlich“ gesinnt sei. Zwar beinhalte der Film auch einige Plattheiten, fange jedoch „die Gefühlsmischung aus Melancholie, Lebenssehnsucht und Hoffnungssplittern ein, die die Zersetzung und Implosion der DDR begleiteten. Damit hebt sich Stein weit über die Mattigkeit vieler Nachwendefilme hinaus.“

## Auszeichnungen
Auf dem Internationalen Filmfestival in Viareggio wurde Rolf Ludwig 1991 mit dem Federico-Fellini-Preis als bester Darsteller ausgezeichnet.
Die Deutsche Film- und Medienbewertung (FBW) vergab für den Film das Prädikat „besonders wertvoll“.